# Réductionnisme
 (avril 2020).

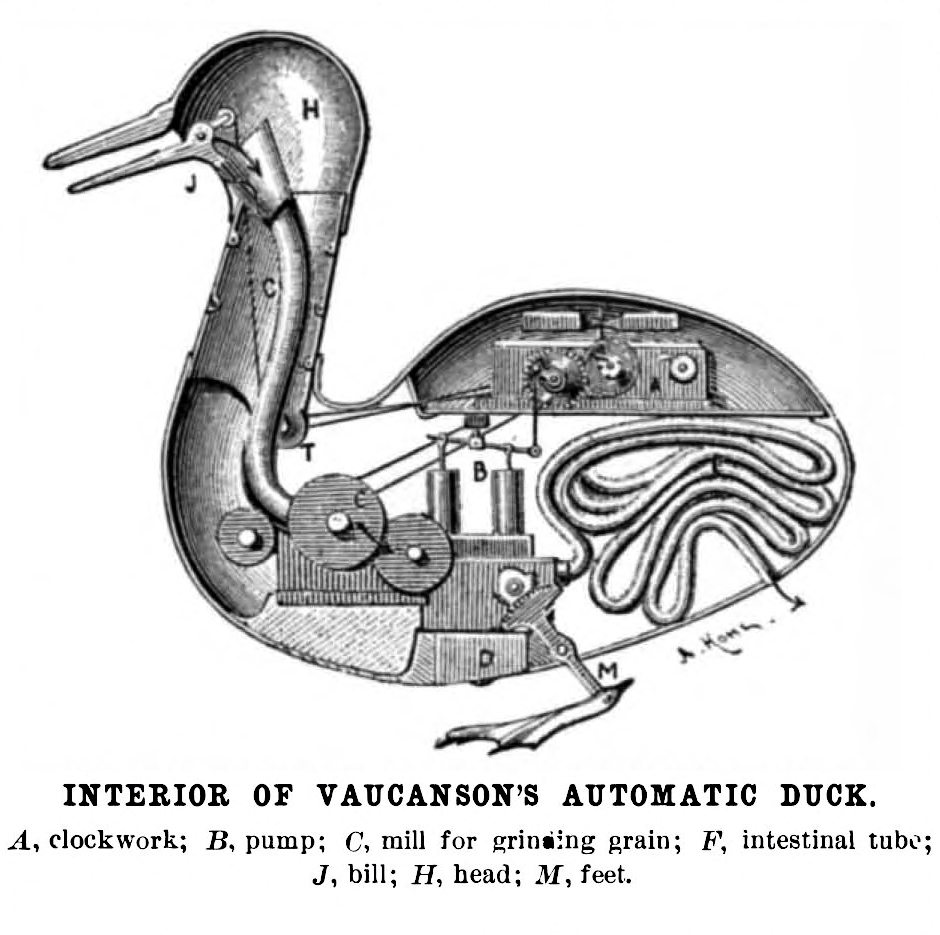
Dans son Traité de l'homme (1648), René Descartes a développé l'une des premières conceptions réductionnistes de la vie, appliquée aux plantes et aux animaux. À l'image du canard mécanique de Vaucanson, le comportement animal était selon lui intégralement réductible à l'effet d'un mécanisme physique.

Au sens le plus large, on appelle réductionnisme la position selon laquelle une théorie, un domaine de discours ou un concept peut être expliqué, défini ou subsumé sous un autre.
Dans le champ des sciences, le réductionnisme est une position philosophique, opposée à l'idée d'holisme, qui s'appuie sur une stratégie de simplification. Le réductionnisme consiste à réduire une notion en d'autres notions plus fondamentales. Toutefois, dans la pratique scientifique, le réductionnisme est moins une position philosophique sur l'ensemble du réel qu'une stratégie explicative.
L'approche réductionniste considère tout système réel comme la résultante agrégative d'un ensemble de sous-systèmes ou d'éléments qui le composent, l'explication des propriétés d'un système physique ne pouvant s'effectuer qu'à partir de propriétés plus élémentaires. Les propriétés holistiques d'un système qui ne peuvent être ainsi expliquées à partir des propriétés constitutives doivent être ou bien éliminées de l'explication, ou bien reliées aux propriétés constitutives par des règles de correspondance appelées aussi lois-ponts (cf. Ernest Nagel).

## Typologie

### Réductionnisme scientifique
Selon l'analyse classique de Ernest Nagel, le développement des sciences obéit à un programme de réductions interthéoriques consistant à traduire une théorie dans les termes d'une autre théorie plus générale ou plus fondamentale. La réduction d'une théorie à une autre est réussie si on peut expliquer la première à partir de la seconde par un ensemble de lois de correspondance entre les entités des deux domaines théoriques. La théorie réduite doit alors être logiquement déductible de la théorie réductrice et des lois de connexion entre elles.
On distingue à la suite de Ernest Nagel deux types de réductions interthéoriques :
1. Les réductions homogènes (ou horizontales) lorsque la réduction s'opère entre deux théories portant sur des phénomènes qui sont qualitativement semblables ou qui relèvent du même domaine. La théorie réductrice doit alors être plus générale ou s'appliquer à un plus grand nombre de phénomènes que la théorie réduite. Ex.: la réduction des lois galiléennes de la chute des corps terrestres et celle des lois kepleriennes du mouvement des planètes à la théorie newtonienne de la gravitation, ou celle de la mécanique newtonienne à la théorie de la relativité générale.
2. Les réductions hétérogènes (verticales), ou micro-réductions, lorsque les théories mises en relation portent sur des phénomènes perçus comme qualitativement dissemblables et comme relevant de niveaux d'organisation différents. Ex.: la réduction de la thermodynamique à la mécanique statistique ou celle de la chimie à la physique quantique. La théorie réduite traite alors de phénomènes macroscopiques, les phénomènes thermiques ou les réactions chimiques, tandis que la théorie réductrice traite des éléments et processus microscopiques constitutifs de ces phénomènes.

Contrairement à la réduction homogène, qui est une version faible de la réduction, la réduction hétérogène ne suppose pas de synonymie entre les notions correspondantes, mais seulement leur coextension (ou équivalence extensionnelle), comme c'est le cas entre les notions de « température » et d'« énergie cinétique » qui ne signifient pas la même chose mais qui ont la même extension (elles concernent les mêmes entités et les mêmes événements).
Sur le réductionnisme, tant en science qu'en épistémologie, il est important de relever le rôle pionnier du symposium transdisciplinaire qui s'est tenu dans les Alpes Autrichiennes (Tyrol), à Alpbach, en mars 1969, organisé par Arthur Koestler et J.R. Smythies, dont les actes parurent la même année et furent notamment réédités en 1971. Malheureusement, à ce jour, cet ouvrage capital sur cette thématique n'a toujours pas été traduit en langue française. Des chercheurs venus d'horizons les plus divers y participèrent et dialoguèrent : le biologiste Ludwig von Bertalanffy, fondateur de la "Systémique", le biologiste et psychologue Jean Piaget, le paléontologue et généticien C.H. Waddington, le zoologiste W.H. Thorpe, l'économiste Friedrich Hayek, le neurologue, psychiatre et psychanalyste V.-E. Frankl, le prix Nobel de médecine (1960) Peter Medawar, le prix Nobel de physique (1971) Dennis Gabor, la psychologue Bärbel Inhelder, le médecin et neurobiologiste Paul D. MacLean entre autres.

### Réductionnisme physicaliste

Classification hiérarchique à six niveaux des objets scientifiques selon Oppenheim et Putnam.

Le physicalisme constitue une version extrême et paradigmatique de réductionnisme hétérogène car il considère que tous les niveaux de la réalité sont réductibles, en dernière instance, à son niveau le plus fondamental qui est celui de la physique. Cette forme de réductionnisme est intimement liée à une conception ontologique et non pas simplement méthodologique ou épistémologique de l'unité de la science. Les objets apparemment divers dont s'occupent les différentes sciences empiriques relèveraient ultimement d'une ontologie unitaire et la microphysique serait le dépositaire de cette ontologie.
Dans un manifeste classique du réductionnisme physicaliste, Oppenheim et Putnam proposent une classification hiérarchique à six niveaux des objets scientifiques avec : les groupes sociaux, les organismes multicellulaires, les cellules, les molécules, les atomes, et, enfin, les particules élémentaires. L'étude de chaque niveau relève normalement d'une discipline particulière, avec ses lois et ses objets propres, ce qui correspond à la conception positiviste de la hiérarchie des sciences . Le réductionnisme, à l'inverse, refuse la spécialisation des disciplines associée à cette hiérarchie et défend un programme de réductions qui, à terme, doit conduire à l'unification des sciences au sein de la physique. Dans un premier temps, le programme réductionniste consiste  à dériver les lois qui gouvernent un niveau de celles qui gouvernent le niveau immédiatement inférieur et, d'autre part, à identifier les types d'objets décrits à ces deux niveaux différents. Le but du programme réductionniste est alors de montrer que la totalité de la science peut être dérivée des lois qui gouvernent la science fondamentale – la physique subatomique – ainsi que des lois de correspondance qui énoncent les identités entre les objets d'un certain niveau et les structures physiques fondamentales.

## Réductions et éliminations
Le réductionnisme est une position qui se veut conforme au principe du rasoir d'Ockham. La démarche de réduction interthéorique doit toujours aller dans le sens d'une diminution du nombre d'entités postulées pour constituer une ontologie minimale. Les aspects de la réalité qui ne peuvent être remplacés terme à terme par des entités plus fondamentales sont alors exclus de cette ontologie.
En outre, on peut se demander si les aspects de la réalité qui sont correctement réduits ne sont pas eux-mêmes exclus de l'ontologie réductionniste. Deux exemples sont souvent invoqués par Quine pour illustrer ce problème de la réduction : la "théorie de la matière" et le "problème de l'âme et du corps". Pour ce qui est de la théorie de la matière, Quine se demande si la microphysique constitue une explication de notre image familière des objets matériels ou si elle la discrédite comme on discrédite une croyance fausse ou une illusion :
« La théorie moléculaire répudie-t-elle nos solides familiers et déclare-t-elle qu'il y a plutôt des essaims de molécules ou bien garde-t-elle les solides et les explique-t-elle comme essaims de molécules ? »
Cette question revient à demander si la réduction consiste à expliquer les choses dont on connait l'existence ou à éliminer de l'explication des fictions que l'on croyait exister. De même, dans le domaine de l'esprit, Quine se demande si le physicalisme identifie l'état mental de douleur ou d'angoisse à un état de l'organisme physique ou bien s'il répudie l'état mental en faveur de son concomitant physique.
En fait, pour Quine, il n'y a aucune différence entre les deux, mais formuler les thèses du réductionnisme en termes de redéfinitions plutôt qu'en termes d'éliminations de concepts semble plus facile à accepter. Exclure les états mentaux de toute ontologie et en nier ainsi l'existence est certainement plus difficile à accepter que les considérer comme identiques à des états physiques . Il s'agit bien toutefois, dans les deux cas, de remplacer certains concepts d'un certain type par d'autres concepts d'un autre type.

## Attitude réductionniste dans la pratique scientifique

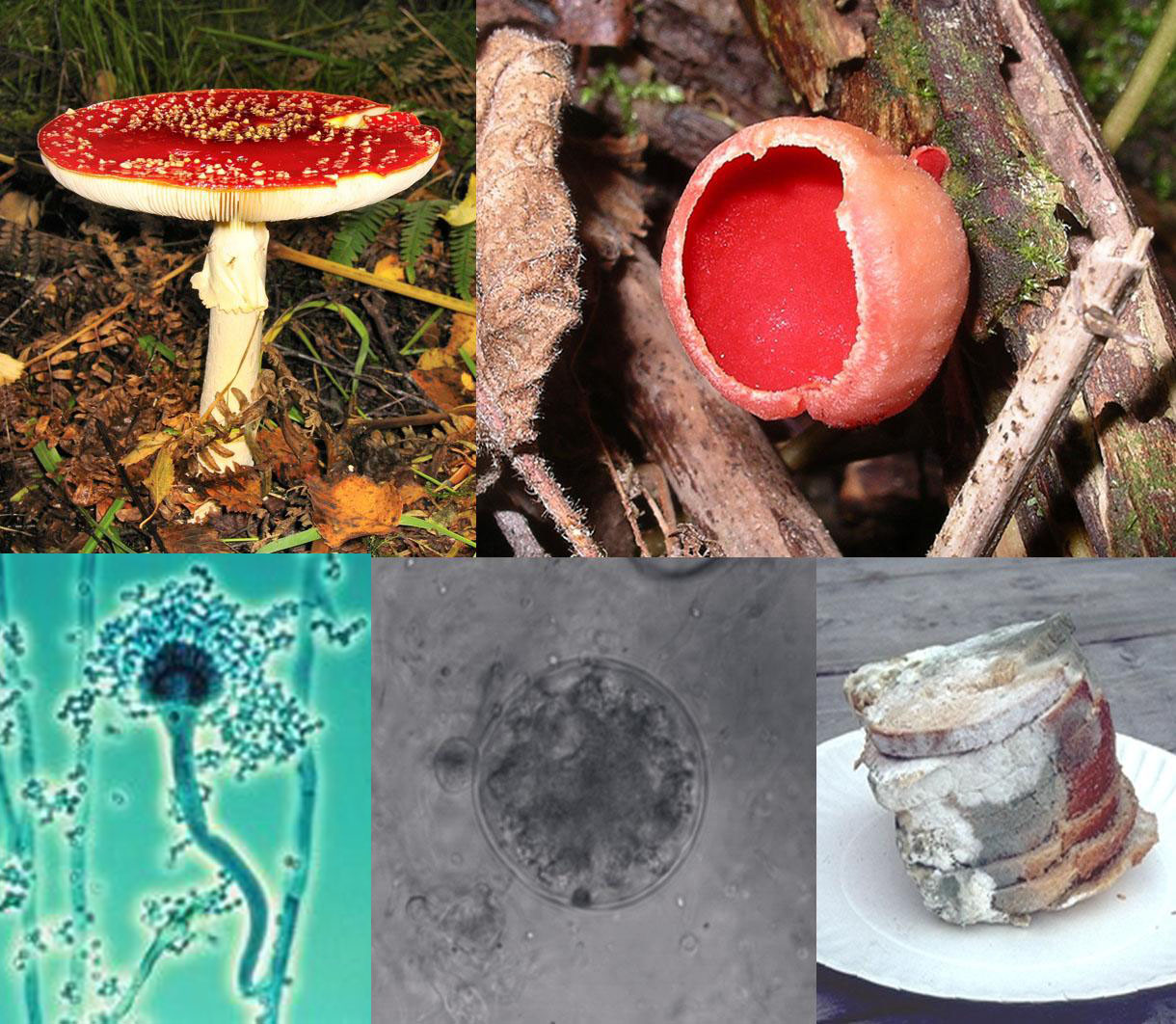
La constitution physique des champignons ne permet pas de les identifier à ce que nous entendons communément par « champignon ».

Dans sa forme radicale, celle du physicalisme, le réductionnisme soutient que les lois et les prévisions de sciences non-physiques, comme la biologie, peuvent être dérivées, ou déduites des lois de la physique augmentées des lois-ponts reliant les différents niveaux de description et d'explication. Pendant que le biologiste réductionniste attend ces lois complémentaires, il peut continuer à employer des termes spécialisés tels que « organisme » ou « gène » de manière provisoire, en tant que convenances instrumentales, en sachant qu’ils ne sont que les vestiges d’une ontologie déjà caduque.
La biologie moléculaire, elle, tend à être acceptée comme « ontologiquement réelle », alors que tout ce qui se situe au niveau supérieur est qualifié d’« instrumental », autrement dit, ce ne sont que les produits des préoccupations humaines. Un champignon, par exemple, n’est certainement pas un organisme qui est structurellement individué, et sa définition scientifique, lorsque l'on se place au niveau microscopique, diffère radicalement de la définition commune du champignon ; mais l'usage courant du terme « champignon », qui est associé à des considérations alimentaires, esthétiques ou médicales, a une valeur pratique et peut donc être conservé.

## Genre musical
À ne pas confondre avec le terme scientifique homonyme, le réductionnisme est un genre musical improvisé ayant émergé vers la fin du XXe siècle, principalement à Berlin, Londres, Tokyo et Vienne. Les principales caractéristiques de cette musique sont la microtonalité, les techniques étendues, les dynamiques très douces et silencieuses, le silence et les sons et timbres non conventionnels.
Parmi les noms associés au réductionnisme figurent Radu Malfatti, Toshimaru Nakamura, Axel Dörner et Rhodri Davies. Le mouvement londonien a été décrit comme le New London Silence.